# Tavelsjön
Ej att förväxla med Tavlesjön, se Nydalasjön.
Tavelsjön är en sjö i Umeå kommun i Västerbotten som ingår i Tavelåns huvudavrinningsområde. Sjön är 25 meter djup, har en yta på 9,74 kvadratkilometer och befinner sig 106 meter över havet. Det är den största sjön i Umeå kommun. Sjön avvattnas av vattendraget Tavelån. Vid provfiske har bland annat abborre, gers, gädda och lake fångats i sjön.
Tavelsjön ligger öster om Tavelsjöberget och Vallberget. Den är berömd för det så kallade Tavelsjöodjuret. Runt sjön ligger byarna Tavelsjö, Näset, Svedjan, Långviken, Yttre Långviken, Kvarnfors, Haddingen, Sunnansjö, Långviksvallen, Signhildsbäck och Sand. Svedjans kapell ligger vid sjön.

## Delavrinningsområde
Tavelsjön ingår i delavrinningsområde (710770-170754) som SMHI kallar för Utloppet av Tavelsjön. Medelhöjden är 144 meter över havet och ytan är 37,14 kvadratkilometer. Räknas de 3 avrinningsområdena uppströms in blir den ackumulerade arean 62,67 kvadratkilometer. Tavelån som avvattnar avrinningsområdet har biflödesordning 2, vilket innebär att vattnet flödar genom totalt 2 vattendrag innan det når havet efter 41 kilometer. Avrinningsområdet består mestadels av skog (47 procent) och jordbruk (11 procent). Avrinningsområdet har 9,82 kvadratkilometer vattenytor vilket ger det en sjöprocent på 26,4 procent. Bebyggelsen i området täcker en yta av 0,5 kvadratkilometer eller 1 procent av avrinningsområdet.

## Fisk
Vid provfiske har följande fisk fångats i sjön:
- Abborre
- Gärs
- Gädda
- Lake
- Mört
- Nors
- Sik
- Öring